# Ulli Wigger

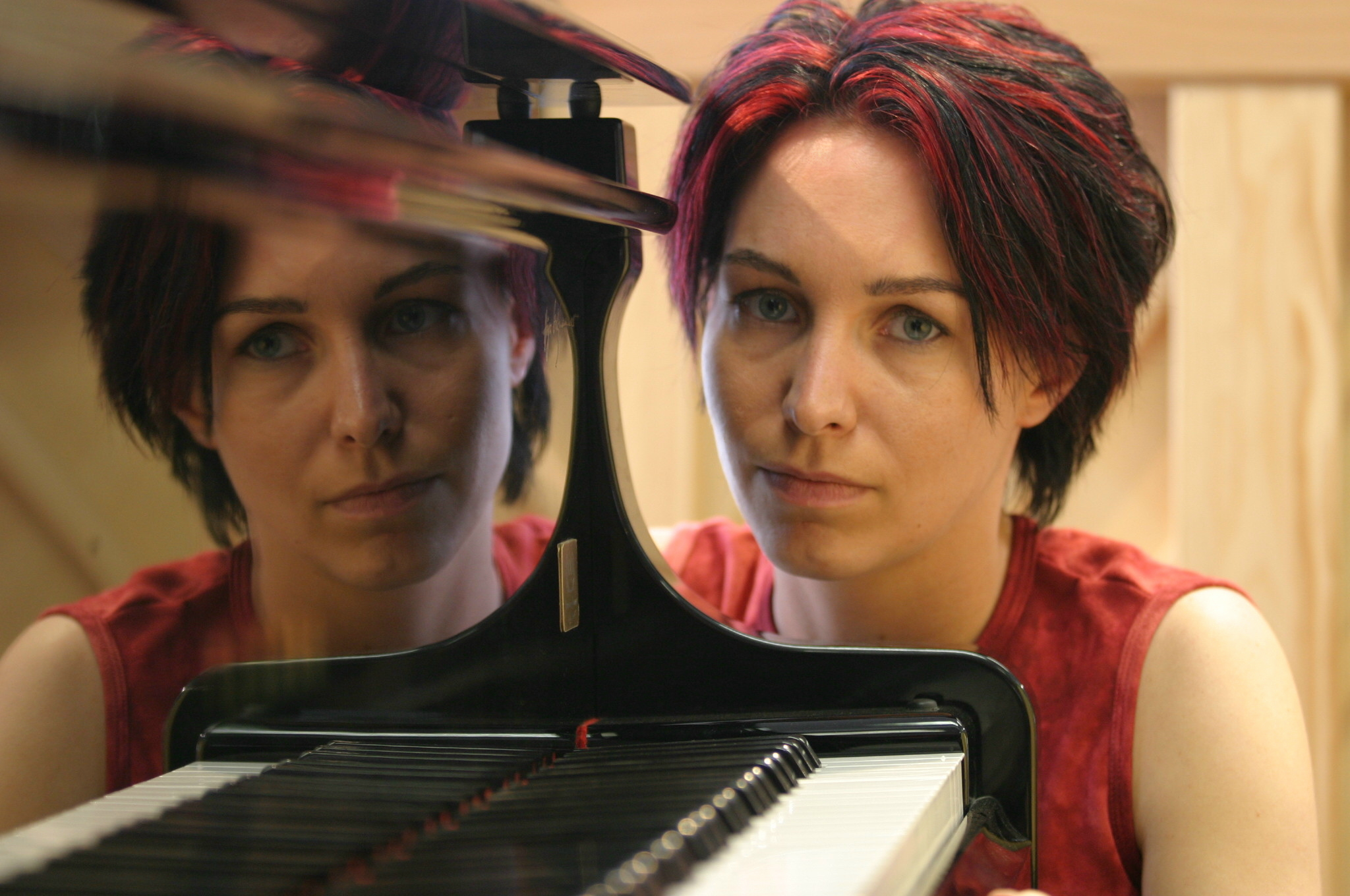
Ulli Wigger (2003)

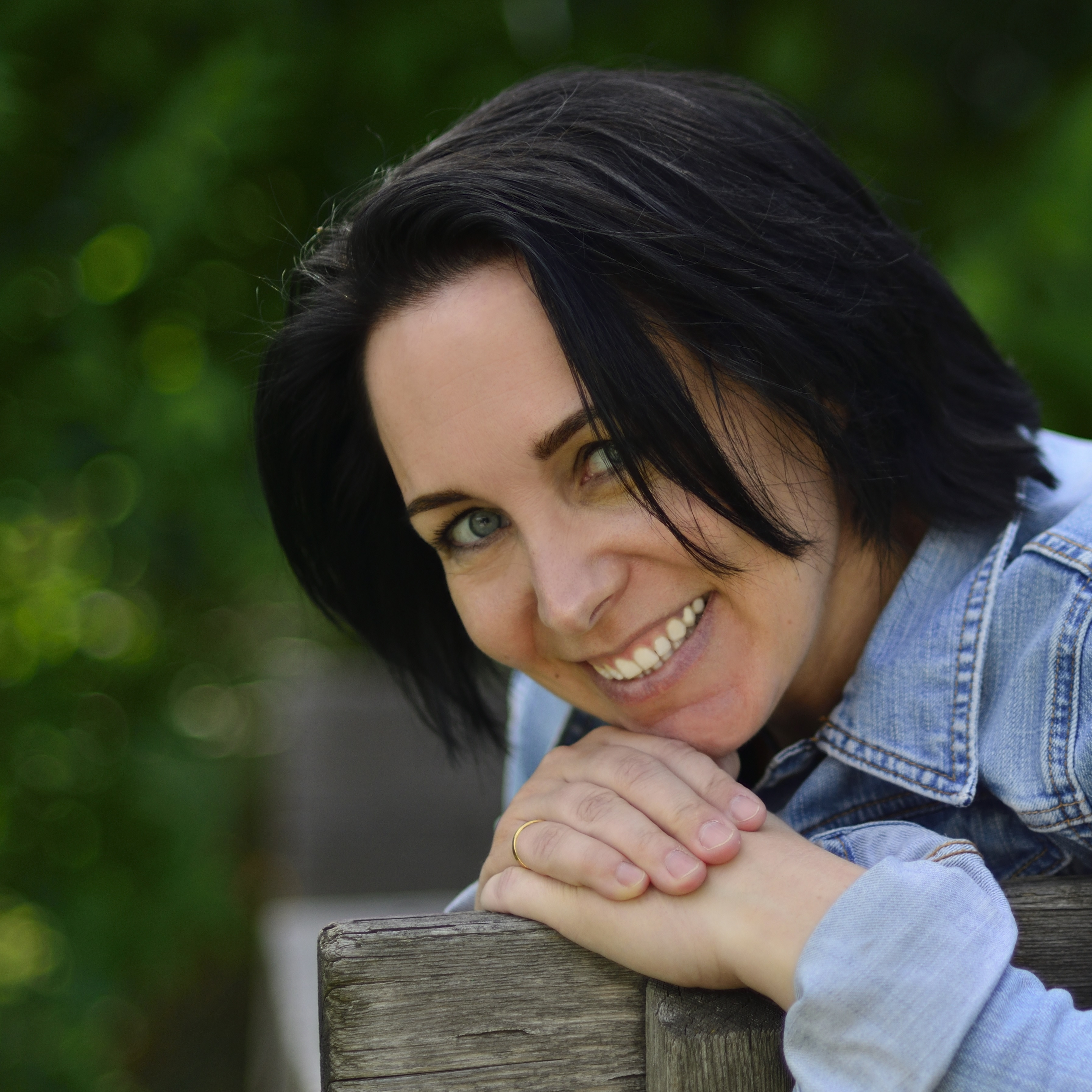
Ulli Wigger (2016)

Ulli Wigger (* 19. November 1975 in Wien als Ulrike Wigger, seit März 2022 amtlich Ulli Wigger) ist eine österreichische Komponistin, Pianistin, Sängerin, Musikproduzentin, Texterin und Arrangeurin.

## Leben
Die Tochter zweier Opernsänger erhielt ab dem Alter von knapp drei Jahren klassischen Klavierunterricht. Im Alter von 14 Jahren wurde sie am Konservatorium in Wien aufgenommen und begann dort ein Studium bei dem Pianisten Joo Ann Koh, gleichzeitig besuchte sie das Bundesrealgymnasium für Studierende der Musik. In diesem Jahr schrieb sie ihr erstes Lied, „Du bist du“, das ihr 2007 zum Durchbruch in Deutschland verhalf.
Sie tritt derzeit vorwiegend solistisch als Sängerin auf und begleitet sich dabei selbst am Klavier. Im März 2002 gründete sie ihre eigene Formation „Ulli Wigger und Band“. Auf dem Wiener Donauinselfest trat sie 2003 bis 2005 sowie 2009 auf. Die Komponistin produziert auch Schlager, Meditationsmusik sowie Werbe-, TV und Filmmusik.
Wigger gab zahlreiche Benefizkonzerte und unterstützt einige Hilfsprojekte für indische Slumkinder. Für diesen Zweck produzierte sie zwei Alben, „Believe“ und „Wahres Gold“, deren Erlöse sie selbst nach Kurnool brachte. Das Album Believe schaffte es in vier Auflagen bis nach Indien, Deutschland, Österreich, Schweiz, Australien, Japan und den USA. 
Im März 2010 stellte sich Ulli Wigger mit ihrer Band für einen Auftritt im Kosovo zur Verfügung. Nach
der Medalparade des österreichischen Bundesheeres stimmten „ULLI WIGGER und Band“ die Soldaten und Soldatinnen auf das bevorstehende Ende des 21. Schweiz-Deutsch-Österreichischen Kontingents ein.
Seit Juni 2025 hält Ulli Wigger den Weltrekord als schnellst Pianistin der Welt mit 1204 Anschlägen pro Minute, das sind 20,07 Anschlägen pro Sekunde.

## Musik
Der Stil ihrer Lieder erstreckt sich von Pop über Rock, Blues, Boogie, Rock ’n’ Roll bis zur Klassik (ihrem Ursprung). Sie komponiert und produziert Crossover Pop/Rock-Klassik. Am TV- und Filmsektor ist die Künstlerin auf orchestrale Musik spezialisiert. 2017 komponierte sie auch Schlager. Wigger absolvierte ebenfalls eine tontechnische Ausbildung. Ihr Markenzeichen ist ihre impulsive Spieltechnik. Seit 2021 bildet Ulli Wigger gemeinsam mit ihrer Frau Alexandra das Duo Lumina.

## Diskographie
- Ich trau mir zu, 2003
- Wahres Gold, 2006
- Believe, 2006
- La Musica, 2008[4]
- Hort und Weich, 2010[6]
- Ave Maria, 2016[5]
- Schlagerfeuer, 2017[7]
- Wir 2 san a Unikat, 2019[8]
- Hopeful, 2020 (ORF - TV Musik)[9]